# Иноменос Типос
„Иноменос Типос“ (на гръцки: «Ηνωμένος Τύπος», в превод Обединен печат) е гръцки вестник, издаван в град Лерин (Флорина), Гърция от 1938 до 1940 година.

## История
При установяването на диктатурата на Йоанис Метаксас в 1938 година със заповед на областния управител (номарха) на ном Лерин Йоанис Цакцирас са спрени четирите вестника в града - „Македоникос Астир“, „Неи Кери“, „Етнос“ и „Македоники“. На тяхно място започва да излиза „Иноменос Типос“. При установената от диктатурата цензура, вестникът е пропаганден орган на авторитарната власт, пускащ възхвали за „революцията от 4 август“ и за диктатора Метаксас. Вестникът спира с избухването на Итало-гръцката война през октомври 1940 година.